# Torre de Covarrubias
El torreón de Doña Urraca o torre de Fernán González es una construcción mozárabe situada en la localidad española de Covarrubias, en la provincia de Burgos. Tiene el estatus de bien de interés cultural. Según la leyenda en la torre habría estado encerrada Doña Urraca, hija del conde Fernán González.

## Descripción

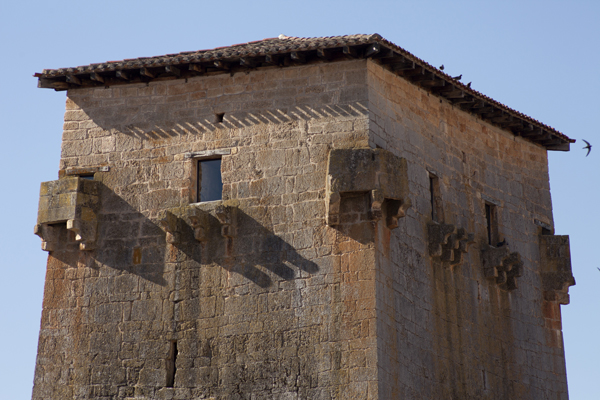
Extremo superior de la torre

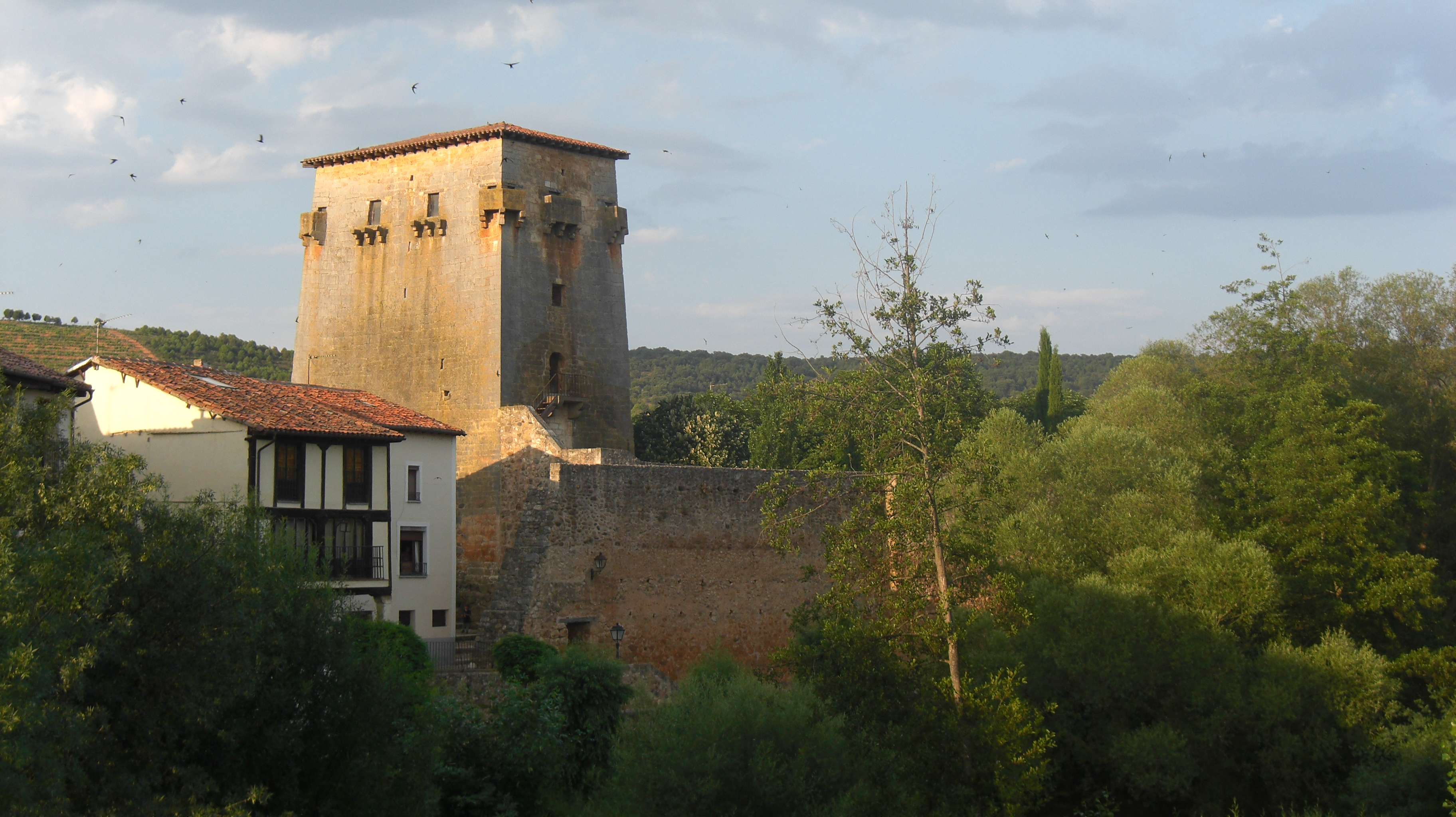
Vista del monumento

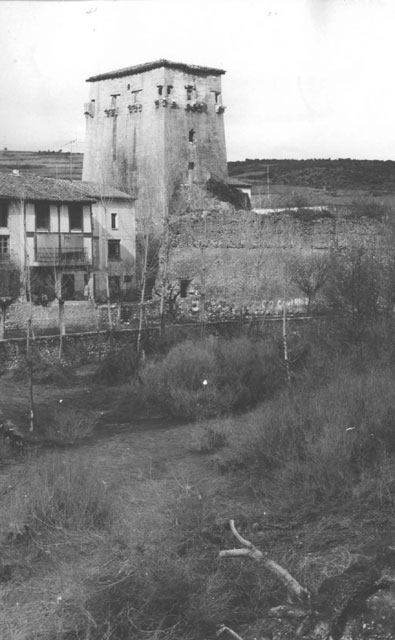
Fotografía antigua de la torre

Se ubica en la localidad burgalesa de Covarrubias, en Castilla y León. Se trata de un tronco de pirámide de base rectangular. Su aparejo varía conforme adquiere altura: la parte inferior está formada por grandes piedras sin labrar y sobre ella se asienta una zona de sillarejo que no llega a ocupar toda la anchura del lienzo, sin que, con una disposición más o menos curva, alcanza una altura aproximadamente de un cuarto de la torre, mientras mantiene las esquinas con sillares rectangulares. El resto del paramento se organiza con hiladas de sillería a soga muy estrechas, alternando con otras más anchas a soga y tizón.
La irregularidad de la construcción viene acentuada por la falta de planitud de sus muros. Es decir, no sólo las aristas no ofrecen un perfil recto, pues pierden inclinación hacia la mitad de la torre, sino que en la parte alta se puede observar una ligera curvatura cóncava en la unión con el tejado. Interiormente está dividida en dos partes, bien diferenciadas por una bóveda de cañón, y estas, a su vez, en dos pisos separados por techos de madera.
El acceso a la torre se halla hacia la mitad de su altura, en la cara sur, que da al río. Es un arco de herradura con peralte igual a la mitad del radio y despiece irregular de las dovelas, convergiendo en puntos por encima del centro del arco, distantes uno de otros un cuarto de radio. Tenía alfiz tangente a los salmeres y no a la clave, pero hoy es casi imperceptible por la erosión del sillarejo. Este arco cobija un dintel interior con quicialeras por puerta de dos hojas. A esta entrada se debía llegar por una escalera móvil, que se retiraba en caso de peligro o cuando no fuese necesaria, y de este modo la torre quedaba como bloque inexpugnable y difícilmente accesible, bien preparada para la defensa. Luego, en una de las reformas posteriores se le hizo una escalera de fábrica, que arrancaba en el centro de la base del lado este y ascendía rodeando el contorno de los dos muros este y sur. Pero en la última restauración se suprimió y actualmente se sube por otra de piedra perpendicular a la torre, con el último tramo de escalones de madera volados, paralelo a ella.
Debía terminar en un adarve almenado, último reducto para la defensa de la torre. Luego, al caerse la bóveda de cubierta, se reconstruyó con el tejado que hoy tiene y que ya aparece en grabados del siglo XIX. La base mide 10 por 14 metros de lado, que en lo alto se reduce a 7,50 por 11, respectivamente. El grosor es de 3 metros y la altura alcanza los 22 metros.
Según la leyenda en la torre habría estado encerrada Doña Urraca, hija del conde Fernán González.
En la actualidad está catalogada como Bien de Interés Cultural, tras haber sido declarada «Monumento Histórico-Artístico» el 3 de junio de 1931. La declaración fue publicada el 4 de junio de 1931 en la Gaceta de Madrid, en un decreto firmado por el presidente del Gobierno provisional de la República, Niceto Alcalá-Zamora y el ministro de Instrucción Pública y Bellas Artes, Marcelino Domingo. Fue declarada de forma conjunta con monumentos de otras muchas provincias, entre ellos otro de Covarrubias: la Colegiata de San Cosme y San Damián.